# 切恩道

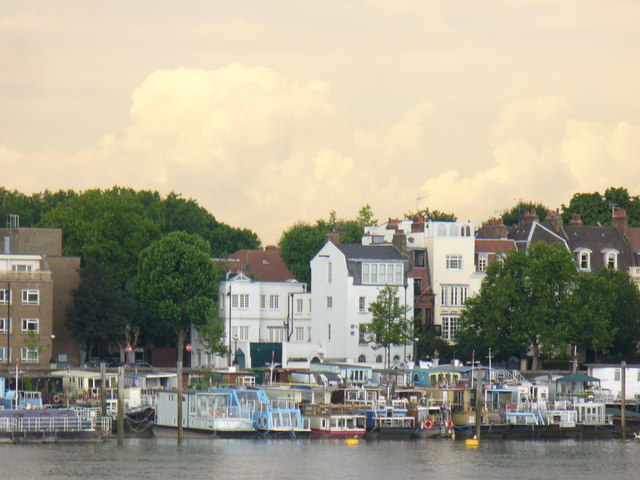
切恩道

切恩道（Cheyne Walk）是英国伦敦肯辛頓-切爾西區切尔西一条历史悠久的街道，平行于泰晤士河。在修筑切尔西堤岸（Chelsea Embankment）缩小了河的宽度之前，这条街曾经直接濒临泰晤士河。

## 名人
许多名人曾经或者仍然住在这条街上：
切恩道4号：

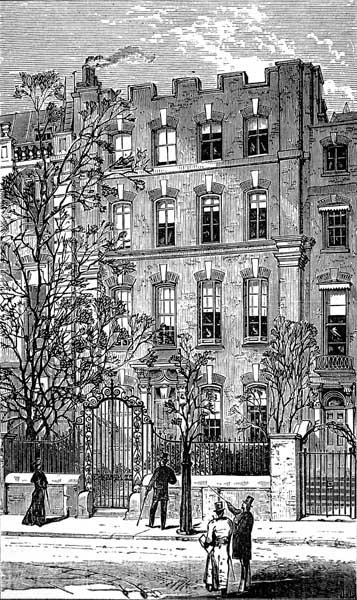
切恩道4号，乔治·艾略特故居

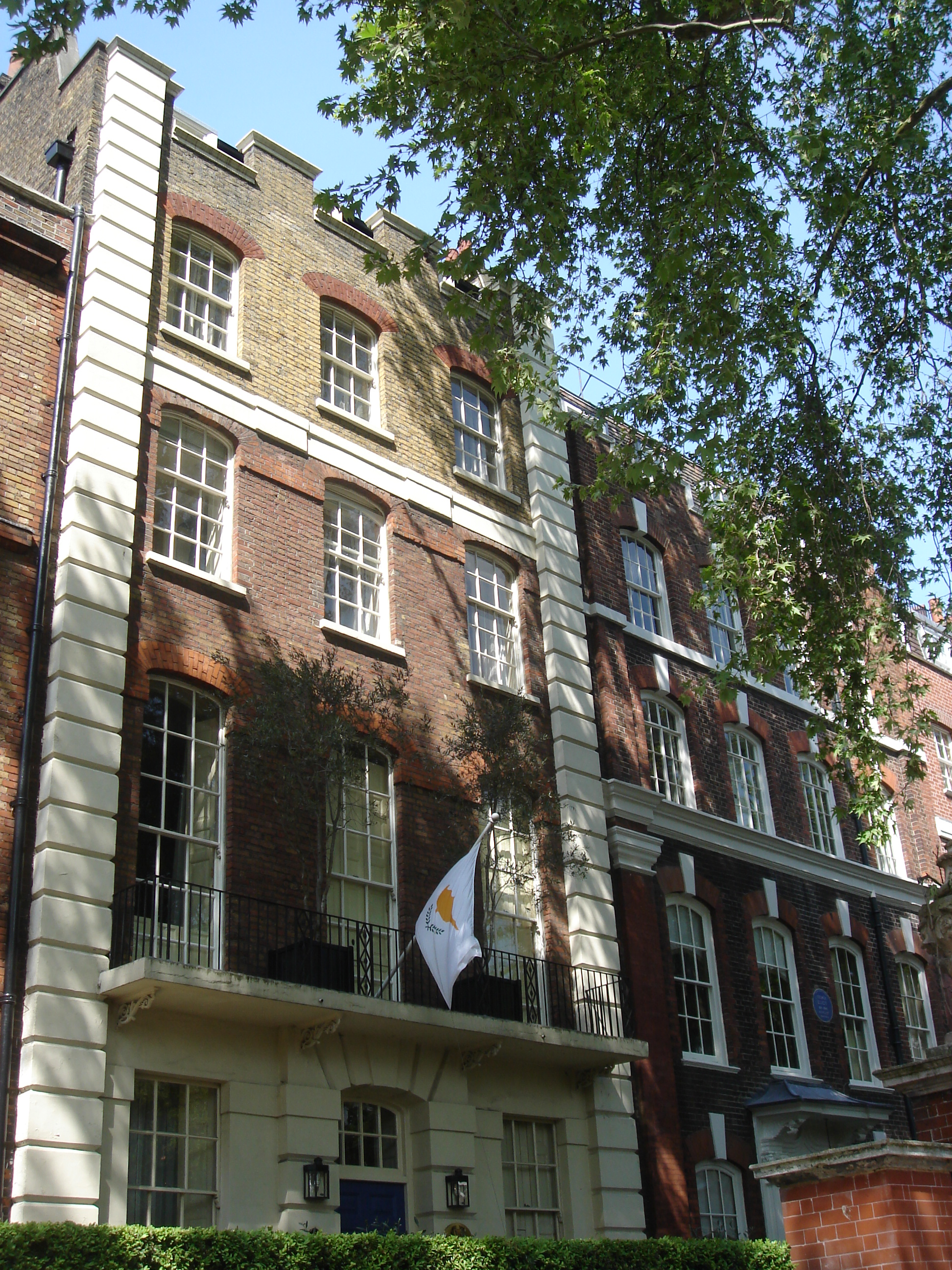
切恩道4号和5号

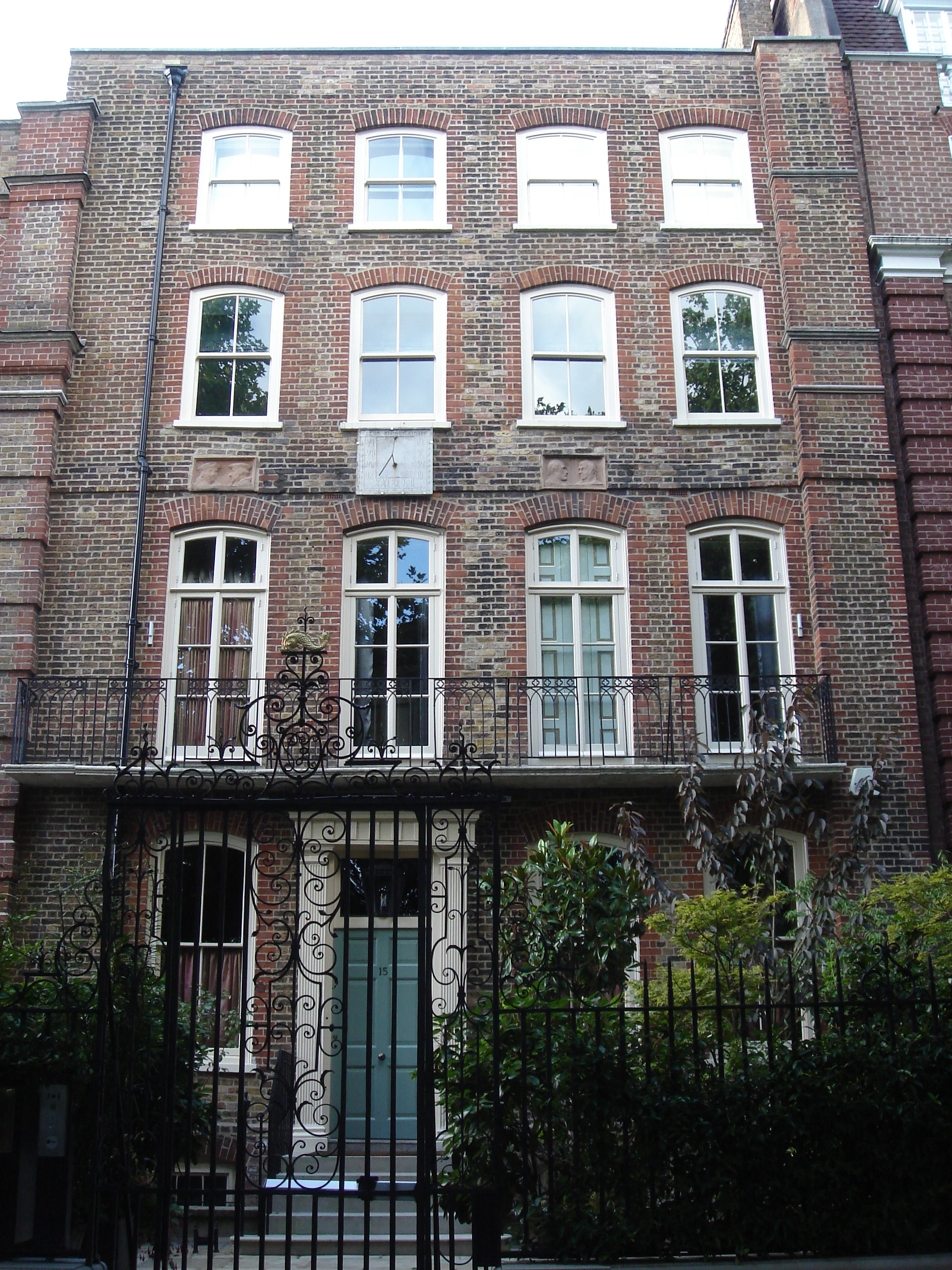
切恩道15号

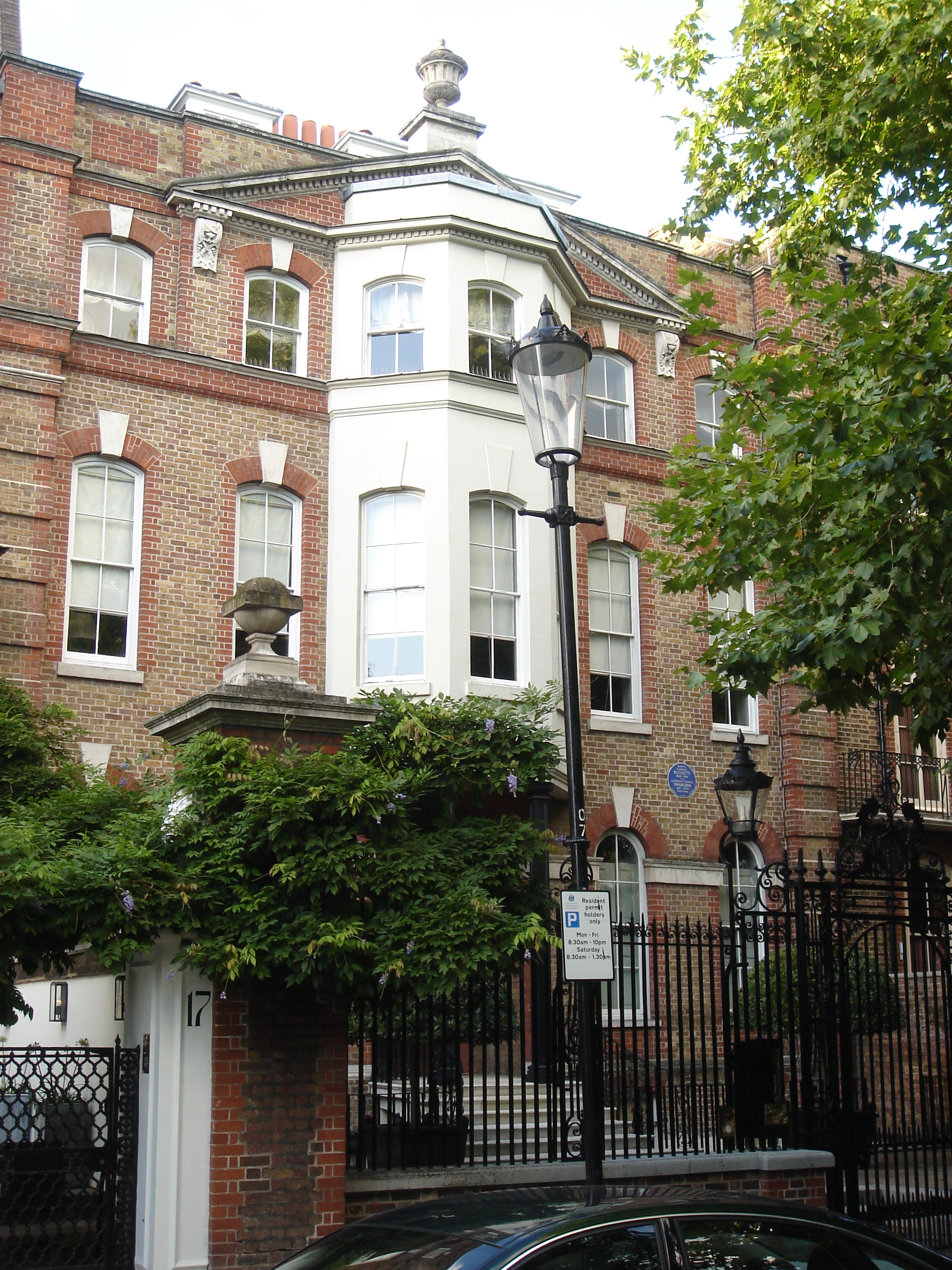
切恩道16号，但丁·加百列·羅塞蒂故居

- 1880年12月，乔治·艾略特曾在切恩道4号居住三周，直到去世。现在此处已挂蓝牌纪念。

切恩道5号：
切恩道6号：
- 英国作曲家阿瑟·萨利文
- 大衛·勞合·喬治[1]。

切恩道16号：
- 从1862年到1882年，但丁·加百列·羅塞蒂在切恩道16号居住了20年之久。在那里，他饲养过袋熊、大羊驼和大嘴鸟，但被禁止饲养孔雀，因为噪音的原因[2]。